# Dee Why
Dee Why es un suburbio de Sídney, Australia situado en la comuna de Warringah. Dee Why es el centro de la comuna de Warringah. Es un suburbio de 16 434 habitantes. Está a 18 km al norte del Centro de Sídney, en las playas de Norte.

## Etimología
Las razones del nombre de Dee Why siguen sin estar claras. La referencia más antigua es una nota a lápiz en el libro de campo del topógrafo James Meehan del 27 de septiembre de 1815 donde menciona la playa local llamándola "Dy Beach". No está claro el significado de "Dy" que le llevara a escribirlo en sus notas pero se han presentado varias posibilidades. Las letras DY podrían haber sido simplemente marcadores que Meehan usó para marcar lugares en su mapa. El nombre proviene del idioma aborigen local que Meehan usó para nombrar muchos de los lugares que inspeccionó. Es posible que el suburbio recibió su nombre de la notación de Leibniz para la derivada en cálculo diferencial, dy/dx.